# 仕七川村
仕七川村（しながわむら）は、1955年（昭和30年）まで愛媛県の上浮穴郡にあった村であり、現在の上浮穴郡久万高原の東南部にあたる。純山村。

## 地理

### 位置・地形
現在の久万高原町の東南部。四国山地の中、石鎚山脈の南麓、面河川とその支流の直瀬川、東川の流域。面河川、直瀬川ともに源流は他の村に位置する。
四方を四国山地の山々に囲まれた山村であり、平地には恵まれない。

### 村名の由来
仕七川村という地名は、明治の町村制実施時に、旧村の仕出、七鳥、東川から各一文字ずつ取って「仕七川」とした合成地名。
- 七鳥 - 地名の由来は岩屋山に七霊鳥が棲むと伝えられたことから
- 仕出 - 仕出ノ下村（しでのしたむら）とも呼ばれた

### 地域・集落
仕出（しで）、東川（ひがしかわ）、七鳥（ななとり）の3つの大字があった。いずれも明治の村制発足前からの旧村である。
これらは昭和の合併により「美川村」となっても存続した。さらに平成の合併により「久万高原町」になってからは町内全域について地名表記に「大字」は付けなくなった。
役場は大字七鳥においた。藩政期から庄屋は七鳥に居住し、学校もおかれるなど、村の中心であった。

## 歴史
藩政期
- 松山藩領

明治以降
- 1889年（明治22年） - 町村制施行に伴い上浮穴郡仕七川村が成立。
- 1893年（明治26年） - 鷹森小学校創立。
- 1909年（明治42年） - 鷹森小学校が仕七川尋常高等小学校となる。
- 1924年（大正13年） - 仕七川尋常高等小学校東川分教場が東川尋常小学校となる。
- 1948年（昭和23年） - 旧青年学校跡に仕七川中学校開校。
- 1955年（昭和30年） - 合併により美川村となる。

```
仕七川村の系譜
（町村制実施以前の村）
仕出　　━━┓
　　　　　　┃
東川　　━━╋━━━━━ 仕七川村 　━━┓（昭和30年3月31日合併）
　　　　　　┃　　　　　　　　　　　　　┃
七鳥　　━━┛　　　　　　　　　　　　　┣━━　美川村
　　　　　　　  　　　　　　　　　　　　┃
　　　　　　　　　　　　 弘形村　 ━━━┫
                                        ┃
　　　　　　　　　　　　 中津村 ━━━━┛
　　　　　　　　　　　　 の一部（大字中津を除く）

```

## 行政
役場
大字七鳥においた。

## 産業
平地に恵まれず小規模な農業で、米麦、とうもろこし、三椏、いも類などを産し、養蚕も営まれた。明治末期からは杉・檜の造林が盛んになった。

## 交通
鉄道などはない。

## 名所
- 岩屋寺